# Porphyrinia prochitana
Porphyrinia prochitana là một loài bướm đêm trong họ Noctuidae.